# Pierre Simons
Pierre Simons (Tielt, 1538 – Ypres, 5 ottobre 1605) è stato un vescovo cattolico belga.

## Biografia
Nato nel 1538 a Tielt, era figlio dei contadini Etienne Simoens e Marie van Slambrouck. Rimasto orfano in giovane età, studiò a Bruges e poi all'Università di Lovanio, ricevendo la laurea in teologia nel 1563. Fu ordinato sacerdote il 18 settembre di quell'anno nella chiesa di San Michele a Roeselare da Pieter de Corte, vescovo di Bruges.
Ottenne diversi incarichi ecclesiastici da Cornelio Giansenio, vescovo di Gand, essendo penitenziere nel 1569 e arciprete nel 1570. Nel 1577 in città fu proclamata la Repubblica calvinista di Gand e Simons andò in esilio, dapprima a Douai e poi a Courtrai.
Il 3 settembre 1583 venne nominato vescovo di Ypres da papa Gregorio XIII e fu consacrato il 13 gennaio successivo nella cattedrale di Notre-Dame di Tournai dal vescovo Maximilien Morillon, insieme a Mathieu Moullart e Jean Six come co-consacranti. Mantenne l'incarico fino alla morte, avvenuta nel 1605 a Ypres, e venne sepolto nella cattedrale cittadina di San Martino.

## Genealogia episcopale e successione apostolica
La genealogia episcopale è:
- Cardinale Juan Pardo de Tavera
- Cardinale Antoine Perrenot de Granvelle
- Vescovo Frans van de Velde
- Arcivescovo Louis de Berlaymont
- Vescovo Maximilien Morillon
- Vescovo Pierre Simons

La successione apostolica è:
- Vescovo Gilbert Maes (1594)
- Arcivescovo Matthias Hovius (1596)